# Taina (série de televisão)
Taina é um sitcom estadunidense transmitido originalmente entre janeiro de 2001 e maio de 2002. Estreou no Brasil em 10 de janeiro de 2003. 

## Sinopse
Toda garota quer ou já quis em algum momento se tornar popular. Mas para Taina Morales, o sonho estava mais perto do que se imaginava, somente um quarteirão da Escola de Artes de Manhattan, onde ela e sua melhor amiga, Renee, estudam. Em toda a cidade grande, como Nova York, é difícil de se destacar na multidão, mas Taina consegue o feito, pois é diferente como latina, com uma voz poderosa e bela, um talento especial para danças rítmicas e uma imaginação muito ativa.
Taina sempre soube que teria sucesso. Até a família dela sentia que ela estava destinada à glória. Mas para isso, ela já percebeu que o caminho da glória não é fácil, envolve algumas decepções e muitos erros a serem cometidos. Felizmente, sua família, de raízes e valores porto-riquenhos; está sempre ao seu lado, apoiando e auxiliando tudo o que Taina venha a precisar. Quando ela se sente desmotivada e cheia de dúvidas do seu próprio sucesso, sua família sempre a ampara, característica do filme.

## Elenco
- Christina Vidal como Taina Morales
- Lisa Velez como Mrs. Gloria Morales
- Khalilah Adams como Renee Jones
- Chris Knowings como LaMar Ernest Chevalier Johnson
- David Oliver Cohen como Daniel McDaniel
- LaTangela Newsome como Maritza Hogge
- Brandon Iglesias como Santito Morales
- Josh Cruze como Sr. Eduardo Morales
- Manolo Villaverde como Gregorio "Goyo" Sanchez
- Selenis Leyva como Titi Rosa

## Episódio

### 1ª temporada: 2001
- 1.Be Careful What You Wish for (2001)
- 2.Blue Mascara (2001)
- 3.Quinceanera (2001)
- 4.Mega Funds (2001)
- 5.En Espanol (2001)
- 6.Charmed Bracelet (2001)
- 7.I Want It That Way (2001)
- 8.A Twitch in the Tail (2001)
- 9.Big Break (2001)
- 10.Friend or Phone (2001)
- 11.Singing with the Enemy (2001)
- 12.Undercover Girl(2001)
- 13.My Left Eye (2001)

### 2ª temporada: 2002
- 14.Crouching Actor, Hidden Chicken (2002)
- 15.Sabotage (2002)
- 16.Scary Legend (2002)
- 17.Test Friends (2002)
- 18.Papi Don't Preach (2002)
- 19.The Big Show (2002)
- 20.Crushin' (2002)
- 21.Abuelo Knows Best (2002)
- 22.Bad Review (2002)
- 23.Desperately Seeking Agent (2002)
- 24.Starstruck (2002)
- 25.the Fear Factors (2002)
- 26.Beyond The Music (2002)